# Bergveldwesp
De bergveldwesp (Polistes biglumis) is een vliesvleugelig insect uit de familie van de plooivleugelwespen (Vespidae). De wetenschappelijke naam van de soort werd gepubliceerd in 1758 door Carl Linnaeus in de tiende editie van Systema naturae.

## Verspreiding
De bergveldwesp komt voor in Europa, Noord-Afrika en Azië, tot in Japan. Tot vorige eeuw kwam deze soort binnen Nederland slechts op enkele vindplaatsen in Limburg voor. Inmiddels lijkt de soort zich definitief gevestigd te hebben.

## Ecologie
De vorming van verschillende kasten is bij deze soort flexibel. In het uiterste geval is er geen verschil tussen koninginnen en werksters. De vliegtijd van bergveldwespen is van mei tot in oktober. De nesten van de bergveldwesp worden geparasiteerd door de sociale parasiet Polistes atrimandibularis.